# 筑紫女学園大学短期大学部
筑紫女学園大学短期大学部（ちくしじょがくえんだいがくたんきだいがくぶ、英語: Chikushi Jogakuen University Junior College）は、福岡県太宰府市石坂2-12-1に本部を置いていた日本の私立大学である。1965年に設置され、2016年に廃止された。大学の略称は筑女短。

## 概観

### 大学全体
- 福岡県太宰府市内に所在した日本の私立短期大学で、設置主体は学校法人筑紫女学園。
- 1965年に筑紫女学園短期大学として3学科体制で開学。1969年度より増設により史実上の最大4学科を擁していたが、学科の統合により2学科に減少している。
- 2014年度の入学生を最後に[注釈 2]、2016年に短期大学としての使命を終える[注釈 3]。

### 建学の精神（校訓・理念・学是）
- 筑紫女学園大学短期大学部における建学の精神は「自律・和平・感恩」となっている。

### 教育および研究
- 筑紫女学園大学短期大学部における教育
  - 現代教養学科: 「日本語コミュニケーション演習」・「キャリア・プランニング」・「カラーコーディネート論」・「児童文学の世界」・「フードコーディネート論」・「ビジネスイングリッシュ」など幅広い科目のなかから自由に選択できるシステムとなっている。
  - 幼児教育学科: 保育のエキスパートを育てる学科。「教育原理」や「障害児保育」などのほか「美術」や「音楽」などの基礎技能を重視している。
- 一般教育科目に「仏教学」・「親鸞・人と思想」といった宗教系科目がある。

### 学風および特色
- 筑紫女学園大学短期大学部は浄土真宗の教義に基づいた教育が行われているところに特色があった。

## 沿革
- 1907年
  - 筑紫高等女学校が創設される。
- 1951年
  - 3月5日 学校法人が成立する[6]。
- 1965年
  - 1月25日 左記を以て文部省[注 2]より短期大学の設置が認可される[注 3]。
  - 4月1日 筑紫女学園短期大学（ちくしじょがくえんたんきだいがく）が以下の学科体制にて開学。
    - 国文科[注釈 4]
    - 英文科[注釈 4]
    - 家政科[注釈 4]

  - 5月1日 学生数[10]/定員
    - 国文科 99[注釈 5]/80
    - 英文科 103[注釈 5]/80
    - 家政科 100[注釈 5]/80
- 1966年
  - 5月1日 学生数[11]/定員
    - 国文科 219[注釈 5]/160
    - 英文科 220[注釈 5]/160
    - 家政科 227[注釈 5]/160
- 1969年
  - 4月1日 以下の学科を増設する[注 4]。
    - 幼児教育科 入学定員50名
- 1970年
  - 5月1日 学生数[15]/定員
    - 国文科 277[注釈 5]/160
    - 英文科 387[注釈 5]/160
    - 家政科 383[注釈 5]/160
    - 幼児教育科 175[注釈 5]/100
- 1975年
  - キャンパスを当初の福岡市南区から太宰府市へ移転[16]。
- 1976年
  - 4月1日 以下、入学定員の増員あり[注 5]。
    - 国文科 80→150
    - 英文科 80→150
    - 家政科 80→150
    - 幼児教育科 50→100

  - 5月1日 学生数[20]/定員
    - 国文科 467[注釈 5]/230
    - 英文科 473[注釈 5]/230
    - 家政科 438[注釈 5]/230
    - 幼児教育科 314[注釈 5]/150
- 1977年
  - 5月1日 学生数[21]/定員
    - 国文科 453[注釈 5]/300
    - 英文科 456[注釈 5]/300
    - 家政科 440[注釈 5]/300
    - 幼児教育科 313[注釈 5]/200
- 1982年
  - 4月1日 以下、入学定員の増員あり[注 6]。
    - 国文科 150→200
    - 英文科 150→200
    - 家政科 150→200
    - 幼児教育科 100→150

  - 5月1日 学生数[26]/定員
    - 国文科 414[注釈 5]/350
    - 英文科 393[注釈 5]/350
    - 家政科 391[注釈 5]/350
    - 幼児教育科 313[注釈 5]/250
- 1985年
  - 5月1日 学生数[27]/定員
    - 国文科 457[注釈 5]/400
    - 英文科 465[注釈 5]/400
    - 家政科 465[注釈 5]/400
    - 幼児教育科 343[注釈 5]/300
- 1986年
  - 5月1日 学生数[28]/定員
    - 国文科 434[注釈 5]/400
    - 英文科 467[注釈 5]/400
    - 家政科 454[注釈 5]/400
    - 幼児教育科 338[注釈 5]/300
- 1987年
  - 5月1日 学生数[29]/定員
    - 国文科 443[注釈 5]/400
    - 英文科 460[注釈 5]/400
    - 家政科 463[注釈 5]/400
    - 幼児教育科 329[注釈 5]/300
- 1991年
  - 4月1日 以下、入学定員の増員あり[注 7]。
    - 国文科 200→220
    - 英文科 200→220
    - 家政科 200→220

  - 5月1日 学生数[35]/定員
    - 国文科 422[注釈 5]/420
    - 英文科 429[注釈 5]/420
    - 家政科 429[注釈 5]/420
    - 幼児教育科 322[注釈 5]/300
- 1992年
  - 5月1日 学生数[注 8]/定員
    - 国文科 437[注釈 5]/440
    - 英文科 434[注釈 5]/440
    - 家政科 450[注釈 5]/440
    - 幼児教育科 326[注釈 5]/300
- 1998年
  - 4月1日 以下、入学定員の減員あり[38]。
    - 国文科 220→170[注釈 6]
    - 英文科 220→170[注釈 6]

  - 5月1日 学生数[40]/定員
    - 国文科 402[注釈 5]/390
    - 英文科 396[注釈 5]/390
    - 家政科 461[注釈 5]/440
    - 幼児教育科 328[注釈 5]/300
- 1999年
  - 4月1日 以下、入学定員の減員あり[注 9]
    - 国文科 170→120
    - 英文科 170→120
    - 家政科 220→120[注 10]
    - 幼児教育科 150→100

  - 5月1日 学生数[43]/定員
    - 国文科 289[注釈 5]/290
    - 英文科 302[注釈 5]/290
    - 生活学科 120[注釈 5]/120
      - 家政科 212[注釈 5]/220

    - 幼児教育科 289[注釈 5]/250
- 2000年
  - 4月1日 以下、入学定員の変更あり[注 11]。
    - 英文科 120→150
    - 生活学科 120→100
- 2002年
  - 4月1日 英文科の入学定員を150→100に減員[注 12]。
- 2004年
  - 4月1日 以下の学科については、この年度で学生募集を最終とする[注 13]。
    - 英文科[注 14]
    - 生活学科[注 15]
- 2005年
  - 4月1日 筑紫女学園大学短期大学部と改称し、この年度の入学生より国文科を以下の学科に改組される[注 16]。
    - 現代教養学科 入学定員120名[注 17]
- 2013年
  - 4月1日 現代教養学科の入学定員を120→50に減員[注 18]。
- 2014年
  - 4月1日 この年度で短期大学としての学生募集を最終とする[注釈 2]。
- 2016年
  - 8月29日 左記をもって正式に廃止となる[注釈 3]。

## 基礎データ

### 所在地
- 福岡県太宰府市石坂2-12-1[注釈 1]

### 当時の交通アクセス
- 西鉄太宰府線太宰府駅下車。

### 象徴
- 筑紫女学園大学短期大学部のカレッジマークは大学と同じものを使用している[注 19]。

## 教育および研究

### 組織

#### 学科
- 現代教養学科 入学定員50名[注釈 7]
- 幼児教育科 入学定員100名[注釈 7]

##### 過去の学科
- 国文科→現代教養学科
- 英文科 入学定員100名[注釈 8]
- 生活学科 入学定員100名[注釈 8]

#### 専攻科
- なし

#### 別科
- なし

##### 取得資格について
- 保育士資格と幼稚園教諭二種免許状が幼児教育科にて取得できた[61]。
- かつては中学校教諭二種免許状の教職課程も設置されていた[注 20]。
  - 国語: かつての国文科にて設置されていた[注釈 9]
  - 英語: かつての英文科にて設置されていた[注釈 9]。
  - 家庭: かつての生活学科にて設置されていた[注釈 9]。

### 研究
- 『筑紫女学園短期大學紀要』[68]
- 『筑豊における労働運動資料』[69]

## 学生生活

### 部・クラブ・サークル活動
- 筑紫女学園大学短期大学部のクラブ活動

体育系
- テニス
- ソフトテニス
- 民族舞踊
- バレーボール
- バドミントン

- 合気道
- バスケットボール
- ラクロス
- ユースホステルほか

文化系
- 茶道
- 書道
- 放送

- 箏曲
- 社会福祉
- 漫画ほか

### 学園祭
- 筑紫女学園大学短期大学部の学園祭は「筑紫祭」と呼ばれ、2008年度は11月2日・3日に行われた。

## 施設

### キャンパス
- 筑紫女学園大学短期大学部には短大独自のキャンパスはなく、全て大学と共同使用となっている。

### 寮
- 筑紫女学園大学短期大学部には「和敬寮」と称した寮があった。

## 対外関係

### 他大学との協定

#### カナダ
- カルガリー大学

#### イギリス
- ソルフォード大学

#### 中国
- 南開大学

#### インド
- シャンチニケータン大学

### 系列校
- 筑紫女学園大学
- 筑紫女学園中学校・高等学校

## 社会との関わり
- サテライトスタジオ「みんな塾」を運営していた。

## 卒業後の進路について

### 編入学・進学実績
- 系列の筑紫女学園大学のほか東洋英和女学院大学・龍谷大学・大阪大谷大学・関西大学・吉備国際大学・九州女子大学・久留米大学・福岡国際大学・活水女子大学などがある。

## 附属学校
- 筑紫女学園大学短期大学部附属幼稚園